# Simon Hubert Maire
Pour les articles homonymes, voir Maire (homonymie).
Simon Hubert Maire dit Lemaire, né le 12 juillet 1755 à Besançon (Doubs), mort le 21 juin 1817 à Marnay (Haute-Saône), est un général français de la Révolution et de l’Empire.

## États de service
Fils de Joseph Maire, maitre boulanger et de Magdeleine Nannoz, Simon Hubert Maire est né le 12 juillet 1755 à Battant (Besançon).
Il entre en service le 3 juillet 1775, comme canonnier au régiment d’Auxonne. De 1778 à 1780, il fait partie de l’armée de Bretagne, employé à la défense des côtes maritimes. Il assiste le 2 juillet 1782 à la capitulation de Genève, siège dirigé par le général Charles Léopold marquis de Jaucourt. Il passe sergent le 15 juillet suivant et sergent-major le 28 octobre 1785.
En 1790 et 1791, il se trouve dans l’armée commandée par le général Bouillé à Nancy. Lors des troubles dans cette ville, il dispose de deux pièces de bataille, et il ouvre la porte Stanislas d’un coup de boulet, ce qui évite la perte de beaucoup de soldats. Il est nommé lieutenant le 18 mai 1792, à l’armée du nord, et capitaine le 1er novembre, puis il passe à l’armée de la Vendée.
Il est promu général de brigade le 27 janvier 1794, attaché à l’état-major général de l’artillerie, et le 2 juin 1795, il est nommé inspecteur général d’artillerie. Il fait les campagnes de l’an II à l’an IX, aux armées des Pyrénées occidentales, de Sambre-et-Meuse, de Mayence, du Danube, du Rhin et de l’Ouest.
Le 5 mai 1800, à la Bataille de Moesskirch, le général Lecourbe commandant le corps d’armée, informé que l’ennemi occupait, par une forte batterie, les hauteurs en avant de Moesskirch, le charge de prendre position à la sortie du bois et de combattre l’ennemi pour faciliter le mouvement de l’aile droite de l’armée, qui n’a que ce débouché. Malgré la position avantageuse des Autrichiens et les difficultés du terrain, il prend position sous le feu continuel à mitraille avec 20 bouches à feu. Après une heure d’engagement, il a plus de la moitié de sa réserve hors de combat, et l’ennemi s’apercevant des pertes françaises, se dispose à les charger. Voyant cela, le reste de la réserve se retire, entraînant les troupes qui se trouvent dans le bois. Sentant les conséquences d’un tel mouvement, il arrête les fuyards le sabre à la main, reforme une nouvelle batterie avec les débris de l’artillerie, qui donne de suite et met les Autrichiens en fuite, et apporte la victoire aux Français.
Il est fait chevalier de la Légion d’honneur le 11 décembre 1803, commandeur de l’ordre le 15 juin 1804, et électeur du Doubs. Le 8 décembre 1803, il a reçu le commandement de l’artillerie du camp de Walcheren.
Il est admis à la retraite le 6 juin 1805. Il est remis en activité provisoirement du 15 août au 23 octobre 1809, comme commandant de l’artillerie à Dunkerque. En janvier 1814, il commande la levée en masse dans le département de la Haute-Saône.
Il meurt le 21 juin 1817 à Marnay (Haute-Saône).
Il est maire de Marnay de 1811 à 1815.

## Sources
1. 1 2  Besançon, Paroisse Sainte Madeleine- baptêmes (naissances), mariages, sépultures (décès) (1er janvier - 31 décembre 1755) GG93, page 98/188, 2e acte
2. 1 2  Marnay, Naissances / Mariages / Décès, page 13/31, 1er acte page de droite

- (en) « Generals Who Served in the French Army during the Period 1789 - 1814: Eberle to Exelmans »
- Thierry Pouliquen, « Les généraux français et étrangers ayant servis [sic] dans la Grande Armée » (consulté le 5 mai 2014)
- A. Lievyns, Jean Maurice Verdot, Pierre Bégat, Fastes de la Légion-d'honneur, biographie de tous les décorés accompagnée de l'histoire législative et réglementaire de l'ordre, volume 3, Bureau de l’administration, janvier 1844, 529 p. (lire en ligne), p. 300.